# خانه عباس نمازی
خانه عباس نمازی مربوط به دوره قاجار است و در شیراز، محله لب آب، بازارچه نایب، کوچه علمدار، پلاک ۳۲ واقع شده و این اثر در تاریخ ۸ مرداد ۱۳۸۱ با شمارهٔ ثبت ۶۰۴۸ به‌عنوان یکی از آثار ملی ایران به ثبت رسیده است.